# Soboth (Ort)
Soboth (slowenisch: Sobota) ist eine Ortschaft der Gemeinde Eibiswald in der Weststeiermark.
Soboth war bis Ende 2014 eine Gemeinde mit 319 Einwohnern (Stand 2014) im Bezirk Deutschlandsberg in der Steiermark. Im Rahmen der steiermärkischen Gemeindestrukturreform wurde die Soboth ab 2015 mit den Gemeinden Aibl, Eibiswald, Großradl, Pitschgau und St. Oswald ob Eibiswald zur Marktgemeinde Eibiswald zusammengeschlossen.

## Geographie

### Geografische Lage
Soboth liegt in der südlichen Weststeiermark an der Koralpe. Soboth grenzt dabei an Slowenien und Kärnten. Soboth besteht aus zwei Katastralgemeinden, Soboth im Norden und Laaken (slowenisch: Mlake) im Süden. Der Ort wird vom Krumbach und dem Feistritzbach durchflossen. Wichtige Erhebungen sind der Narrenfelsen mit 1490 m und der Gradischkogel mit 1389 m. Der Dreieckkogel mit 1528 m liegt an seiner höchsten Stelle nur knapp östlich der Gemeindegrenze.
Soboth liegt im Landschaftsschutzgebiet Nr. 3 „Soboth-Radlpass“. Dieses Gebiet ist von Wiesen und Wäldern in einer großräumigen Waldlandschaft, von Grünlandnutzung und kleinräumigen Streuobstwiesen geprägt. Die Unterschutzstellung dient der Erhaltung des landschaftlichen Charakters, der natürlichen und naturnahen Landschaftselemente sowie der Bewahrung der Landschaft als Erholungsraum für die Allgemeinheit. Geschützt sind beispielsweise die großen zusammenhängenden unverbauten Flächen wie naturnahe Waldflächen, die strukturierte Kulturlandschaft mit ihren Kleinbiotopen wie Gebüschen und Baumgruppen, die Feldrain- und Waldrandgesellschaften, die naturnahen strukturreichen Kleingewässer wie Quellen, Bäche etc., die Lebensräume für die im Schutzgebiet vorkommenden Tier- und Pflanzenarten und die naturnahen Bachabschnitte.

### Nachbarorte
|             | Wielfresen                                  | Sankt Oswald |
| St. Georgen | Kompassrose, die auf Nachbargemeinden zeigt | Aibl         |
| Lavamünd    | Dravograd                                   | Muta         |

### Eingemeindungen
Am 1. Jänner 1954 wurde die bis dahin selbständige Gemeinde Laaken mit Soboth vereinigt.
Im Rahmen der steiermärkischen Gemeindestrukturreform wurde die Soboth ab 2015 mit den Gemeinden Aibl, Eibiswald, Großradl, Pitschgau und St. Oswald ob Eibiswald zur Marktgemeinde Eibiswald zusammengeschlossen. Grundlage dafür ist das Steiermärkische Gemeindestrukturreformgesetz – StGsrG.

## Geschichte

### Namensherkunft
Der Ortsname Soboth stammt vom slawischen Wort potòk ab, das sich mit Bach oder Fluss übersetzen lässt. Das bezieht sich auf den Krumbach und die Feistritz, die tief eingeschnittene Täler geformt haben. Da sich der Name auf die gesamte Gegend bezieht, lässt sich der Name mit „Ort der tiefen, steilen Bäche“ übersetzen. Diese Deutung wird in einer anderen Quelle durch einen Hinweis auf das slawische Wort sobota, sopot und dessen Bedeutung „Wasserfall, Wasserrauschen“ unterstützt. Der Name Laaken wird dort auf mlaka, mlake für „feuchtes Gebiet, Lache, Sumpf“ zurückgeführt, die Bezeichnung „Rothwein“ auf radvanje, raduvanje und damit auf eine Wortwurzel mit der Bedeutung „froh“. Der Name der Feistriz kann von bystrica „klarer Bach“ abgeleitet werden, der Name Krumbach von slawisch grm, gròm „Donner, rauschen“ usw.
Eine andere Deutung leitet sich vom Wort Samstag (slawisch: Sobota, ungarisch: Szombat) her, welches regelmäßig Bezug auf einen regelmäßigen Markt- oder Gerichtstag nimmt.

### Soboth im Mittelalter und der Neuzeit

Die Soboth mit ihren Wegeverbindungen um 1910. rot: Grenze zum Bezirk Deutschlandsberg, schwarz: Grenze zu Kärnten

Die erste urkundliche Erwähnung eines Flurnamens stammt aus dem Jahre 1311 mit dem Gegendnamen in der Zambit (vgl. ungar. Szombat) nahe der Landesgrenze zu Kärnten (Obersoboth). Laaken wurde 1498 im Urbar der Herrschaft Schwanberg erstmals urkundlich erwähnt. Die Kirche St. Jakob ist erstmals aus dem Jahre 1615 belegt. Vom 17. Jahrhundert bis 1920 gehörte Soboth zum Gerichtsbezirk Mahrenberg bzw. zur Bezirkshauptmannschaft Windisch-Graz.
1728 wurde durch die Gräfin von Künburg eine Glashütte errichtet, die nach ihr „Künburger Hütte“ benannt wurde. Die Glashütte südlich des Zigeunerkogels wurde bereits um 1733 zu einer ernsthaften Konkurrenz für die Hütte im Ort Glashütten in Gressenberg. 1764 wurde sie jedoch auf Grund von fehlenden Rohstoffen wie Asche und Brennholz geschlossen. 1795 wurde die Hütte vom Glasmachergesellen Georg Voith wiedereröffnet. Es bestand eine obere und eine untere (bei St. Vinzenz) Glashütte, von denen im Gebiet nur mehr geringe Reste des Pochwerks, eines Brennofens für Quarze, des Kalkofens und der Glashüttengebäude ersichtlich sind. Die Reste der oberen Glashütte stehen unter Denkmalschutz (Listeneintrag). Voith errichtete die Spiegelglashütte östlich des 1687 gegründeten Orts St. Vinzenz, der dem Schutzpatron der Holzfäller geweiht war. Sie wurde 1858 endgültig geschlossen, nachdem die Glashütte wegen ihrer entlegenen Lage nicht mehr wirtschaftlich zu führen und durch den schweren Schneefall im Winter 1856 auch noch das Dach eingedrückt worden war. Spiegel aus dieser Glashütte wurden exportiert und befanden sich auch im Spiegelsaal des Kreml. Quarz wurde in Klüften am Gradischkogel gewonnen, westlich davon wurde im Markaly-Stollen Feldspat abgebaut. Diese Lagerstätten wurden bis 1960 ausgebeutet, die dafür errichtete Seilbahn und andere Einrichtungen wurden wieder abgebaut. Auch der zur Glasherstellung verwendete Kalk war in der Nähe der Hütte gewonnen worden.

### Soboth ab dem 20. Jahrhundert
Im Zuge der Grenzkämpfe mit jugoslawischen Truppen nach dem Ende des Ersten Weltkrieges kam es am 12. März 1919 in Soboth zu einem Feuergefecht, bei dem zwei der Verteidiger des Ortes getötet wurden und der Ort selbst von den Jugoslawen besetzt und geplündert wurde. Bei der Volksabstimmung in der Bergkirche St. Urban im Juli 1920 entschied sich die Bevölkerung der Soboth für den Verbleib bei Österreich. Am 20. Oktober 1920 wurde Soboth schließlich von den jugoslawischen Truppen geräumt und erhielt seine endgültige Zugehörigkeit zu Österreich, die bereits im Friedensvertrag von St. Germain bestätigt worden war. Durch die neue Grenzziehung war die Soboth aber nur mit einem schlechten kurvenreichen Fahrweg über das Krumbachtal an das übrige Österreich angebunden, weil mit dem Drautal das Hinterland und damit die wirtschaftliche Anbindung von Soboth verloren gegangen war.
Um diesen Umstand zu beheben, war der Anschluss an Eibiswald durch den Ausbau des Güterweges dringend notwendig. Wegen Geldmangels ließ dieser aber jahrelang auf sich warten, was bei der Bevölkerung für zunehmende Verbitterung sorgte. 1927 machten die Sobother ihrem Unmut über den immer noch nicht erfolgten Güterwegebau durch einen Boykott der Nationalratswahl Luft. Von 343 Wahlberechtigten gaben nur 12 ihre Stimme ab. Erst in den Jahren 1931 bis 1937 wurde der Güterweg Krumbach-St. Jakob ausgebaut und die Gemeinde besser an Eibiswald angeschlossen. Die Straße wurde in der Folge erweitert und erreichte über Obersoboth (vulgo Skutnig) die steirische Landesgrenze und Lavamünd in Kärnten.
Im Zuge des nationalsozialistischen Juliputsches erschien am 26. Juli 1934 eine Gruppe von Nationalsozialisten vor dem Gendarmerieposten und forderte die Herausgabe sämtlicher Waffen und die Auslieferung der am Posten zusammengezogenen Männer der Zollwache, was vom Postenkommandanten aber verweigert wurde. Daraufhin zogen die Nationalsozialisten wieder ab, wohl weil sie Verstärkung holen wollten, die aber wegen des raschen Zusammenbruchs des Putsches nie eingetroffen sein dürfte. Am Morgen des 27. Juli gelang es der Gendarmerie hier zwei Anführer des Juliputsches in Stainz zu verhaften, die gerade dabei waren, den Grenzübergang nach Jugoslawien auszukundschaften. Kurz darauf erschienen jedoch deren Gesinnungsgenossen und erzwangen die Freilassung der beiden Nationalsozialisten, indem sie androhten, ein Ehepaar, das sie als Geiseln genommen hatten, zu erschießen.
Noch vor dem Ende des Zweiten Weltkrieges besetzten 1944 jugoslawische Partisanen den Gendarmerieposten von Soboth. Nach dem Ende des Krieges wurde die Gemeinde von sieben verschiedenen Brigaden abwechselnd besetzt. 1954 wurde die Straße zwischen Eibiswald und der steirischen Landesgrenze zur Landesstraße erhoben. Da die wirtschaftliche Bedeutung stieg, wurde die Straße (heute: Südsteirische Grenzstraße B69) ausgebaut und 1974 neu eröffnet. Die Arbeiten zur Errichtung des Kraftwerks Koralpe begannen 1987 und wurden im Jahr 1990 fertiggestellt. Der Stausee Soboth ist heute auch durch ein gemeindeeigenes See-Cafe erschlossen.

### Bevölkerungsentwicklung
Soboth hatte laut Volkszählung 2001 421 Einwohner. 95,0 % der Bevölkerung besaßen die österreichische Staatsbürgerschaft. Zur römisch-katholischen Kirche bekannten sich 94,5 % der Einwohner, 3,1 % waren ohne religiöses Bekenntnis.
Die Bevölkerungszahl von Soboth ist seit 1869 massiv geschrumpft. Bereits zwischen 1869 und 1910 sank die Einwohnerzahl um 27 %. Danach konnte sich die Bevölkerungszahl wieder stabilisieren und sogar leicht erhöhen. Seit 1951 ist die Einwohnerzahl aber weiter gesunken und erreicht heute nur mehr ungefähr ein Drittel der Einwohnerzahl von 1869.

## Kultur und Sehenswürdigkeiten
- Pfarrkirche Soboth: Die Kirche St. Jakob ist erstmals 1545 belegt. Sie wird jedoch vermutlich schon längeren Bestand gehabt haben. 1637 brannte die Kirche in der Folge eines Blitzschlages bis auf die Mauern ab. Zwischen 1645 und 1653 folgte der Wiederaufbau durch die Mahrenberger Pfarrherren, da die Gemeinden Soboth und Laaken zum Gerichtsbezirk Mahrenberg bzw. Bezirkshauptmannschaft Windisch-Graz gehörten, eine Weiheinschrift nennt das Jahr 1704. Ihr Hochaltar ist mit 1659 datiert, er wurde 1859 restauriert. Seit 1789 ist sie Pfarrkirche.[11]
- Mit der Filialkirche St. Leonhard in Zambichl (einer alten Namensform für Soboth: Janbicht, Zambigt, Zanviet, Zobodin, Zoubitg[12] usw., nicht zu verwechseln mit der St. Leonhard in der Ebene oder mit Lenart v Slovenskih goricah, früher St. Leonhard in den Windischbüheln) verfügt die Gemeinde über ein weiteres Kirchengebäude aus dem 17. Jahrhundert, das 1645–1653 „in traditionellen Formen gotischer Landkirchen“ erbaut wurde.[11] Die Weiheinschrift nennt 1659. Diese Kirche befindet sich in einer Höhe von 1155 m nahe an der Kärntner Grenze. Ursprünglich bestand an dieser Stelle eine Kapelle, die bereits 1622 von Pilgern aufgesucht wurde. Um 1600 berichtet der als Ketzerverfolger bekannte Propst Jakob Rosolenz aus Stainz davon, dass in diesem Gebiet ein Treffpunkt der Mitglieder einer Sekte, die wegen ihrer rituellen Tänze und religiösen Handlungen „Springer“ genannt wurden, „angezündet und in die Lufft geschickt worden“ sei.[12] Es würde der Vorgangsweise der damaligen Behörden entsprechen (wie auch am Osterberg), an der betroffenen Stelle danach ein (katholisches) Gotteshaus errichtet zu haben.
- Eine weitere Kirche befindet sich an der slowenischen Staatsgrenze: An der St. Urban-Kirche (1330 m) bekannten sich die Einwohner von Soboth im Jahre 1920 durch die Abstimmung zu Österreich. 1977 brannte die Kirche ab und wurde 1992 wieder hergestellt.
- Im Jakobihaus wurde am 15. Juli 2012 die Dauerausstellung zum Thema „350 Jahre Glaskunst der Koralpenregion“ eröffnet. Diese Ausstellung behandelt vorrangig die Glashütten in der Soboth. Sie wurde durch Übernahme einer privaten Patenschaft des Sammlers Erich Veronik aus St. Oswald in Eibiswald möglich und in Zusammenarbeit mit dem Burgmuseum Deutschlandsberg erstellt. Sie ist Teil der Sonderausstellung „Vom Waldglas zum ersten Industrieglas – 3000 Jahre steirisches Glas“ im Burgmuseum Deutschlandsberg.[13]
- Tschernagl-Kapelle: Diese Kapelle liegt im Ortsteil Laaken ⊙. Sie wurde 1711 erbaut und 1936, 1982 sowie 2023 renoviert, wobei zuletzt auch die Bilder von 13 Heiligen an der Außenseite erneuert wurden. Es handelt sich um die Heiligen Stefan, Barbara, Markus, Franziskus, Augustinus, Josef, Maria, Konrad, Peter, Ludwig, Blasius, Valentin und Kreszentia.[14]

Das Gebiet des Gradischnigkogels (der wegen der Glashütte in der Nähe auch Glaserkogel genannt wird) ist Quelle eines Märchens. Ein armer Bauernjunge soll danach an seinem 20. Geburtstag durch eine Tür in einer Felswand gehen, mit teilweiser Hilfe des Hl. Christophorus mehrere Rätsel lösen, dem „Vogel Fendris“ (der Name wird in der Quelle vom Phönix abgeleitet) vier seiner goldenen Federn entwenden, die Königstochter heiraten und reich beschenkt zurückkehren.

## Wirtschaft und Infrastruktur
Laut Arbeitsstättenzählung 2001 gab es 20 Arbeitsstätten mit 68 Beschäftigten in Soboth sowie 87 Auspendler und 29 Einpendler. Wichtigste Branchen sind die öffentliche Verwaltung und das Beherbergungs- und Gaststättenwesen. Es gibt 51 land- und forstwirtschaftliche Betriebe (davon 19 im Haupterwerb), die zusammen 2.079 ha bewirtschaften (1999).
Die Verkehrserschließung erfolgt über die Südsteirische Grenzstraße (B 69).
Durch Soboth führen der Kärntner Mariazellerweg (welcher in Eibiswald auf den Steirischen Mariazellerweg übergeht), eine Variante 03A des Südalpenweges sowie der Jakobsweg Weststeiermark.
Im Ortsteil Laaken liegt die Lorber-Quelle. Aus dieser Quelle erhält die slowenische Gemeinde Muta einen Teil ihres Trinkwassers. Die Quelle befindet sich auf der österreichischen Seite der slowenisch-österreichischen Staatsgrenze ca. 400 m diesseits der Grenze im Gebiet des Forstgutes Staudacher. Die Wasserleitung quert die Staatsgrenze beim Grenzstein Oe/Rs XIV/234 ⊙, sie ist ca. 1200 m lang und speist das Wasser in das Leitungsnetz der Gemeinde Muta ein. Die Eröffnung war am 17. August 2020.
Seit Jahresende 2023 ist das einzige Kaufhaus (Gemischtwarenhandlung, Greißlerei) Tschuchnigg in Soboth geschlossen. Es hatte seit ca. 150 Jahren zur Basisversorgung der Bevölkerung beigetragen. Die seitdem nächsten Geschäfte befinden sich in St. Oswald ob Eibiswald und in Eibiswald.

## Politik

### Gemeinderat
Der letzte Gemeinderat von Soboth war stark von der SPÖ dominiert. Sie erreichte bei den Gemeinderatswahlen 2005 66,33 %, ein Plus von 9,56 %. Die ÖVP musste im Jahr 2005 Verluste hinnehmen und verlor 4,07 % auf 33,67 %. Die FPÖ, die bereits 2000 am Einzug in den Gemeinderat gescheitert war, trat nicht mehr an.

### Wappen
Das Wappen wurde der Gemeinde 2009 verliehen und am 7. März 2010 im Rahmen einer Feier überreicht. Seine Beschreibung lautet: „In silbernem Schild über blauem mit zwei silbernen gestürzten Jakobsmuscheln belegtem Schildfuß ein silberner Wellenbalken, belegt mit sieben einzeln nebeneinander gestellten blauen Wellen, darüber ein grüner Dreispitzberg, dessen mittlere Spitze bis zum oberen Schildrand reicht und mit drei silbernen aus gemeinsamem Muttergestein wachsenden langprismatischen Bergkristallen belegt ist.“ Das Wappen enthält heraldische Symbole für die geographische Lage, die wirtschaftliche Geschichte und die kirchlichen Verhältnisse des Gemeindegebietes: Zwei silberne Jakobsmuscheln verweisen auf die beiden Katastralgemeinden Soboth (erste urkundliche Erwähnung im Jahr 1311 unter dem Gegendnamen „in der Zambit“) und Laaken (erste urkundliche Erwähnung unter dem Namen „in der Lakhen“). Ein darüber liegender silberner Wellenbalken symbolisiert die Fließgewässer des Gemeindegebietes. Über diesem Wellenbalken sind drei Bergkristalle angeordnet, die für den Quarz als Grundlage der Glaserzeugung im Gebiet von Soboth und Pack stehen. Die Umrahmung dafür bildet ein grüner Dreiberg, der für die almenreiche Bergwelt der Umgebung von Soboth steht.

## Persönlichkeiten

### Ehrenbürger
- 2000: Hans Wellacher (1929–2007)
- 2019: Siegfried Gödl (1944–2019)

### In Soboth geboren
- Hubert Koller (* 1960), Beamter und Politiker, Mitglied des österreichischen Bundesrats

## Historische Landkarten zur Soboth
Die Grenzmarkierung in den Aufnahmeblättern um 1877 bezeichnet die Grenze zwischen Marburger Kreis und Grazer Kreis, die in diesem Gebiet nicht mit der Grenze zwischen Österreich und Slowenien ident ist.

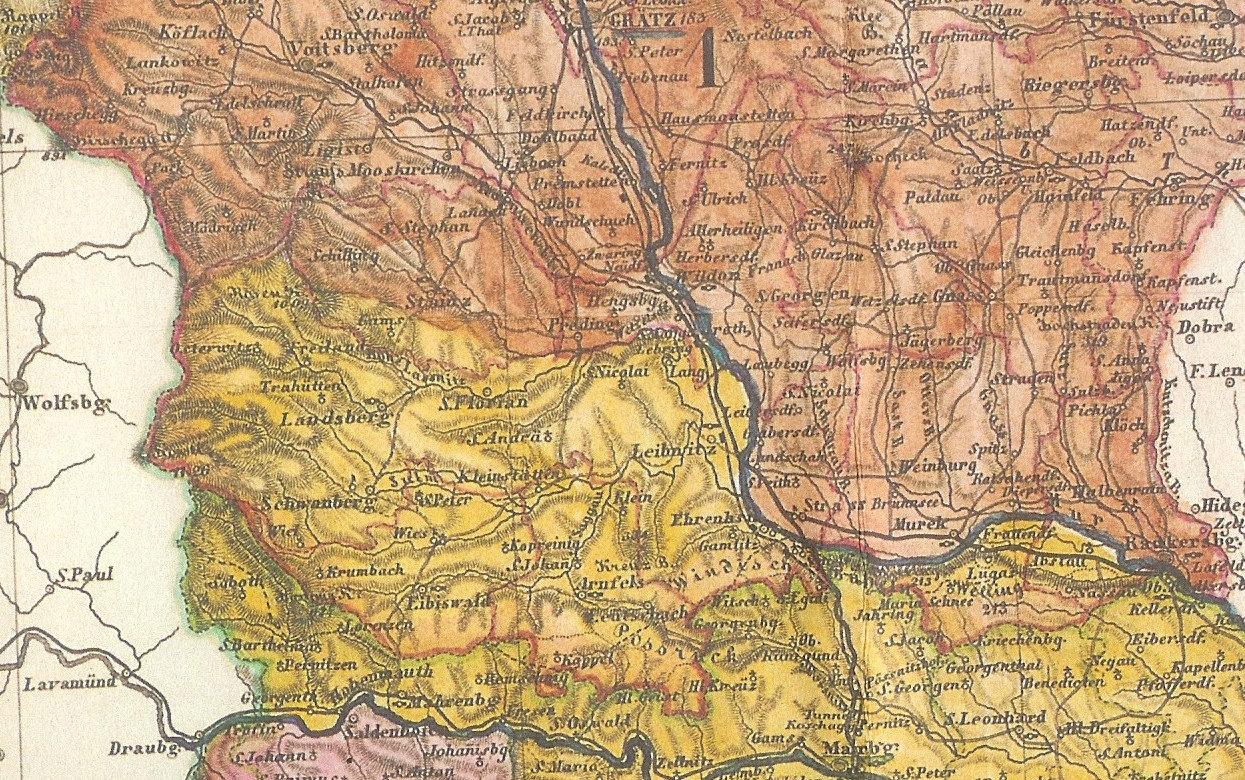
Soboth lag im Nordwesten des Marburger Kreises.
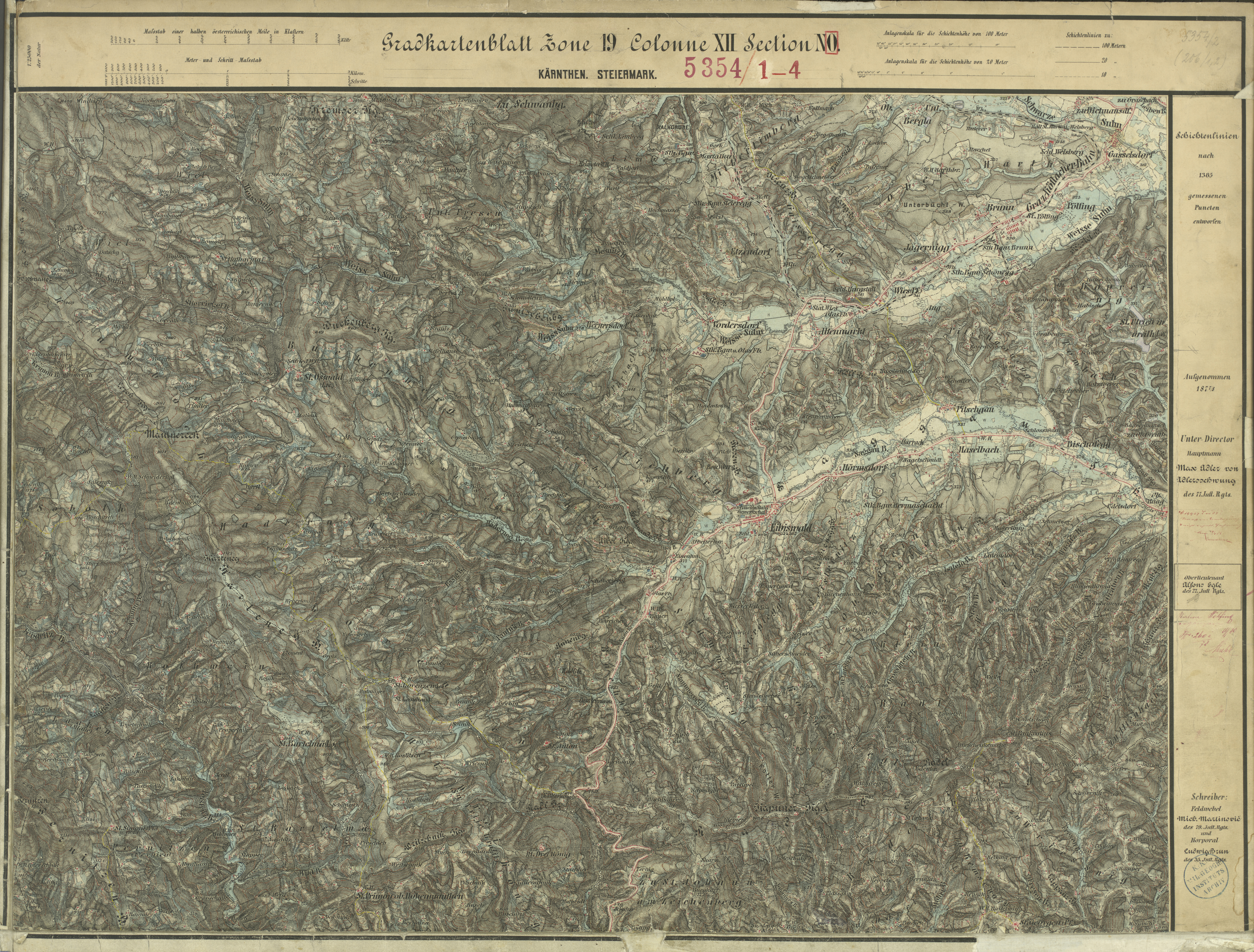
Die Soboth beginnt westlich der Gemeinden Aibl und Eibiswald (Aufnahmeblatt der Landesaufnahme) 1877/78
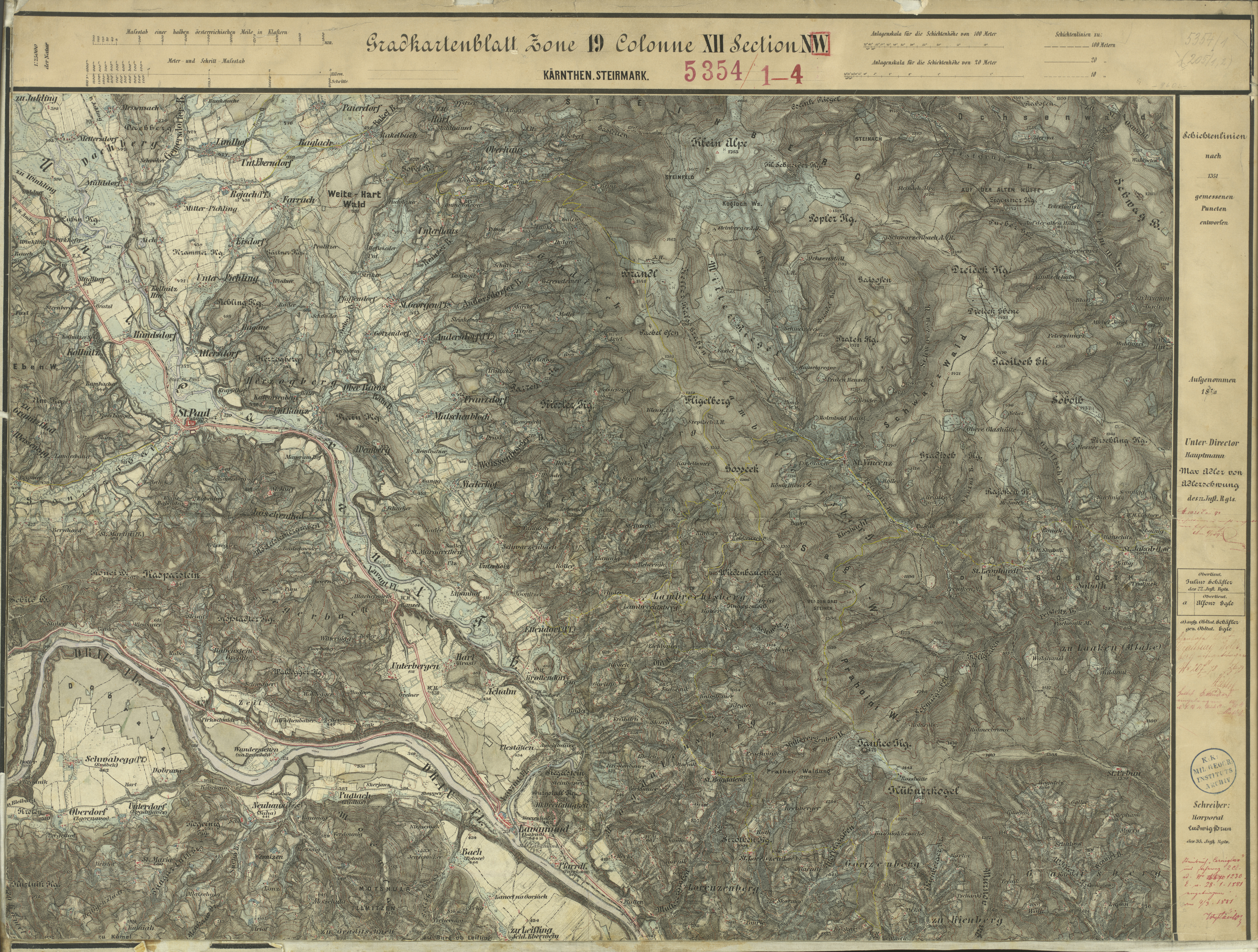
Der Westen der Soboth an der Grenze zum Bezirk Wolfsberg in Kärnten
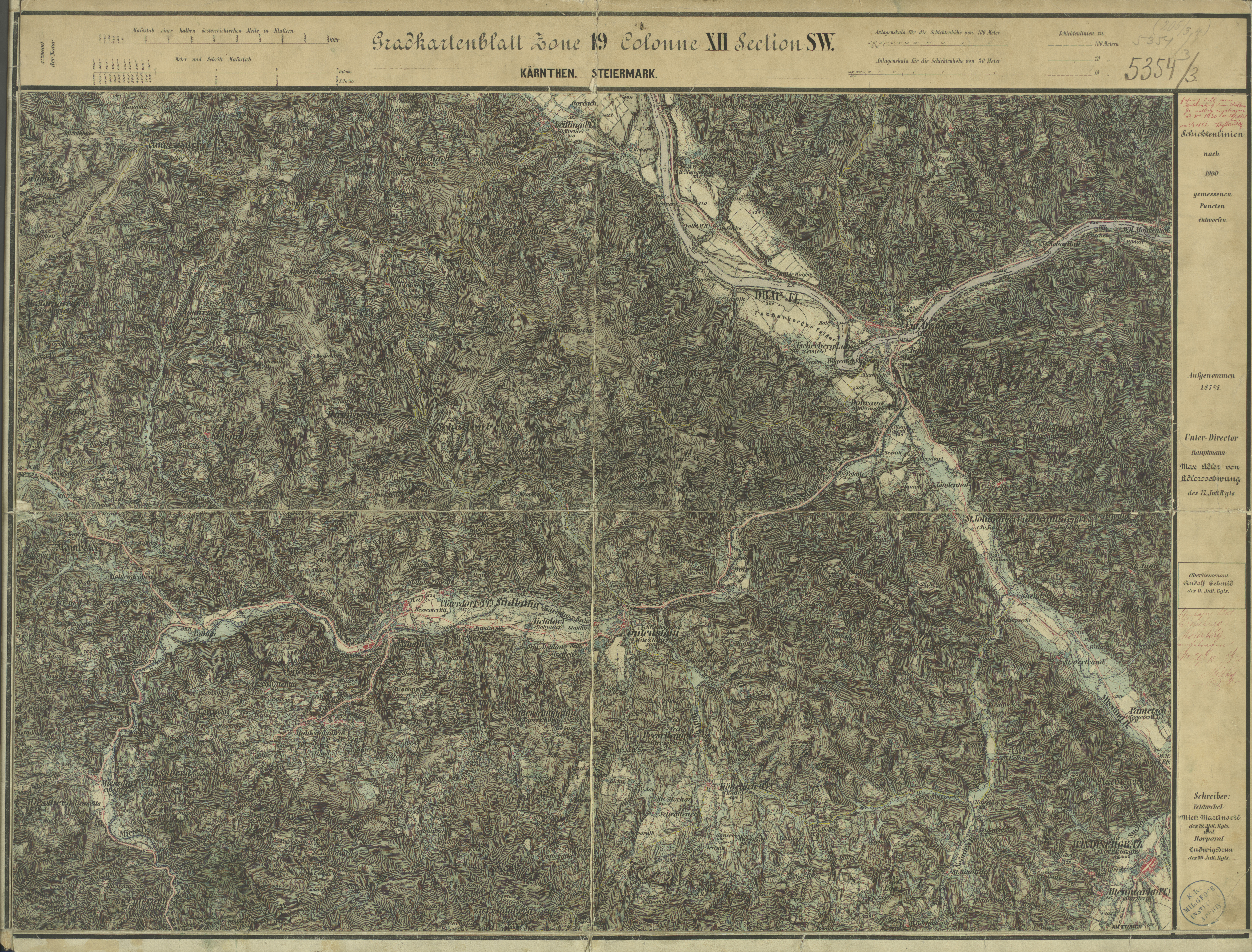
Im Südwesten der Soboth liegt Unterdrauburg
Das Drautal südlich der Soboth mit der Mündung der Feistritz in die Drau
Geologische Karte zur Soboth und ihrer Umgebung, um 1926